# David Weisbart
David Weisbart est un monteur et producteur (de cinéma et de télévision) américain, né le 21 janvier 1915 à Los Angeles (Californie), ville où il est mort le 21 juillet 1967.

## Biographie
Au sein de la Warner, David Weisbart est monteur de vingt-et-un films américains, le premier sorti en 1942. Le dernier est Un tramway nommé Désir d'Elia Kazan (avec Vivien Leigh et Marlon Brando), sorti en 1951. Entretemps, citons Nuit et Jour de Michael Curtiz (1946, avec Cary Grant et Alexis Smith), Les Passagers de la nuit de Delmer Daves (1947, avec Humphrey Bogart et Lauren Bacall), Johnny Belinda de Jean Negulesco (1948, avec Jane Wyman et Lew Ayres) et Le Rebelle de King Vidor (1949, avec Gary Cooper et Patricia Neal). Johnny Belinda lui vaut en 1949 une nomination à l'Oscar du meilleur montage.
Après cette première période, il est producteur sur vingt-sept autres films américains (dont dix westerns), à la Warner et ensuite à la Fox (à partir de 1956), depuis Mara Maru de Gordon Douglas (1952, avec Errol Flynn et Ruth Roman) jusqu'à La Vallée des poupées de Mark Robson (avec Barbara Parkins et Patty Duke). La première de cet ultime film a lieu le 15 décembre 1967, à peine moins de cinq mois après sa mort prématurée, des suites d'un accident vasculaire cérébral.
Entretemps, mentionnons La Fureur de vivre de Nicholas Ray (1955, avec James Dean et Natalie Wood), Le Temps de la colère de Richard Fleischer (1956, avec Robert Wagner et Terry Moore), Les Rôdeurs de la plaine de Don Siegel (1960, avec Elvis Presley et Steve Forrest) et Rio Conchos de Gordon Douglas (1964, avec Richard Boone et Stuart Whitman). Notons que La Fureur de vivre obtient en 1957 une nomination au British Academy Film Award du meilleur film.
À la télévision, David Weisbart est producteur exécutif de deux séries-westerns, Jesse James (en) (1965-1966) et Custer (1967), la seconde dont il est en outre le créateur.

## Filmographie complète

### Monteur
- 1942 : You Can't Escape Forever de Jo Graham
- 1943 : L'Ange des ténèbres (Edge of Darkness) de Lewis Milestone
- 1943 : Hit Parade of the Gay Nineties de Jean Negulesco (court métrage)
- 1943 : Tessa, la nymphe au cœur fidèle (The Constant Nymph) d'Edmund Goulding
- 1945 : Le Roman de Mildred Pierce (Mildred Pierce) de Michael Curtiz
- 1945 : Roughly Speaking de Michael Curtiz
- 1945 : La mort n'était pas au rendez-vous (Conflict) de Curtis Bernhardt

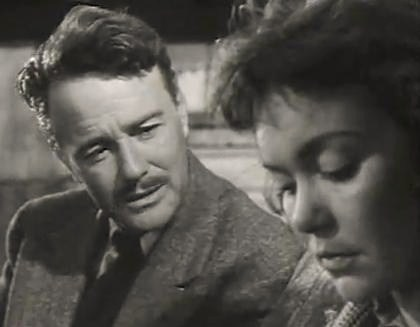
Johnny Belinda (1948) :
Lew Ayres et Jane Wyman

- 1946 : Nuit et Jour (Night and Day) de Michael Curtiz
- 1946 : One More Tomorrow de Peter Godfrey
- 1946 : Le Droit d'aimer (My Reputation) de Curtis Bernhardt
- 1947 : Scandale en Floride (That Hagen Girl) de Peter Godfrey
- 1947 : Les Passagers de la nuit (Dark Passage) de Delmer Daves
- 1947 : Stallion Road de James V. Kern et Raoul Walsh
- 1948 : Johnny Belinda de Jean Negulesco
- 1949 : L'Extravagant M. Phillips (A Kiss in the Dark) de Delmer Daves
- 1949 : The Lady Takes a Sailor de Michael Curtiz
- 1949 : Le Rebelle (The Fountainhead) de King Vidor
- 1950 : Captif de l'amour de Felix E. Feist
- 1950 : La Ménagerie de verre (The Glass Menagerie) d'Irving Rapper
- 1950 : Perfect Strangers de Bretaigne Windust
- 1951 : Un tramway nommé Désir (A Streetcar Named Desire) d'Elia Kazan

### Producteur
Cinéma
- 1952 : Mara Maru de Gordon Douglas
- 1952 : Les Conquérants de Carson City (Carson City) d'André De Toth
- 1953 : La Charge sur la rivière rouge (The Charge at Feather River) de Gordon Douglas
- 1953 : La Trahison du capitaine Porter (Thunder Over the Plains) d'André De Toth

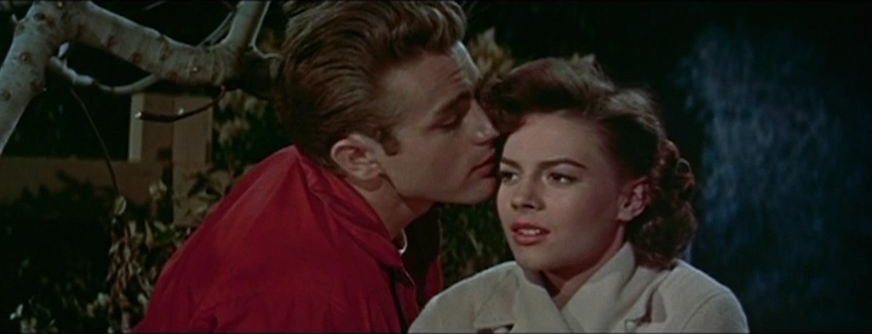
La Fureur de vivre (1955) :
James Dean et Natalie Wood

- 1954 : L'Homme des plaines (The Boy from Oklahoma) de Michael Curtiz
- 1954 : La poursuite dura sept jours (The Command) de David Butler
- 1954 : Des monstres attaquent la ville (Them!) de Gordon Douglas
- 1955 : La Fureur de vivre (Rebel Without a Cause) de Nicholas Ray
- 1955 : L'Enfer de Diên Biên Phu (Jump Into Hell) de David Butler
- 1955 : La Furieuse Chevauchée (Tall Man Riding) de Lesley Selander
- 1955 : Dix Hommes pour l'enfer (Target Zero) de Harmon Jones
- 1956 : Le Temps de la colère (Between Heaven and Hell) de Richard Fleischer
- 1956 : La Loi des gangs (The Steel Jungle) de Walter Doniger
- 1956 : Le Cavalier du crépuscule (Love Me Tender) de Robert D. Webb
- 1956 : Our Miss Brooks d'Al Lewis
- 1957 : Je vous adore (April Love) d'Henry Levin
- 1957 : The Way to the Gold de Robert D. Webb
- 1959 : Duel dans la boue (These Thousand Hills) de Richard Fleischer
- 1959 : Les Déchaînés (A Private's Affair) de Raoul Walsh
- 1959 : Qu'est-ce qui fait courir les filles ? (Holiday for Lovers) d'Henry Levin
- 1960 : Les Rôdeurs de la plaine (Flaming Star) de Don Siegel
- 1962 : Un direct au cœur (Kid Galahad) de Phil Karlson
- 1962 : Le Shérif de ces dames (Follow That Dream) de Gordon Douglas
- 1964 : Au revoir, Charlie (Goodbye Charlie) de Vincente Minnelli
- 1964 : Trois Filles à Madrid (The Pleasure Seekers) de Jean Negulesco
- 1964 : Rio Conchos de Gordon Douglas
- 1967 : La Vallée des poupées (Valley of the Dolls) de Mark Robson

Séries télévisées
- 1965-1966 : Jesse James (The Legend of Jesse James), saison unique, 34 épisodes (producteur exécutif)
- 1967 : Custer (The Legend of Custer)[1], saison unique, 17 épisodes (comme créateur, dont 7 également comme producteur exécutif)

## Distinctions
- 1949 : Nomination à l'Oscar du meilleur montage, pour Johnny Belinda.
- 1957 : Nomination au British Academy Film Award du meilleur film, pour La Fureur de vivre.